# Coniodes plumogeraria
Coniodes plumogeraria är en fjärilsart som beskrevs av George Duryea Hulst 1888. Coniodes plumogeraria ingår i släktet Coniodes och familjen mätare. Inga underarter finns listade i Catalogue of Life.